# مكتوم بن محمد بن راشد آل مكتوم
الشيخ مكتوم بن محمد بن راشد آل مكتوم (مواليد 24 نوفمبر 1983) النائب الأول لحاكم دبي نائب رئيس مجلس الوزراء للشؤون المالية والاقتصادية بدولة الإمارات العربية المتحدة وكما يشغل أيضاً منصب رئيس مجلس إدارة مؤسسة دبي للإعلام وهو الإبن الثالث للشيخ محمد بن راشد آل مكتوم نائب رئيس دولة الإمارات العربية المتحدة رئيس مجلس الوزراء حاكم دبي.
عُيّن نائبا لحاكم دبي في 1 فبراير 2008 عندما أصبح شقيقه الأكبر الشيخ حمدان وليا للعهد. شغل منصب نائب الحاكم إلى جانب عمه الشيخ حمدان بن راشد آل مكتوم حتى وفاة الأخير في 24 مارس 2021. ومنذ ذلك الحين أصبح نائب الحاكم الوحيد في عهد والده الشيخ محمد بن راشد آل مكتوم. في 25 سبتمبر 2021 عُيّن نائباً لرئيس مجلس الوزراء ووزيراً للمالية لدولة الإمارات العربية المتحدة وفي 28 أبريل 2023 عُين نائباً أول لحاكم دبي ، وفي 6 يناير 2024 عُين نائباً لرئيس مجلس الوزراء للشؤون المالية والاقتصادية. 
مكتوم بن محمد بن راشد آل مكتوم هو أيضًا رئيس مجلس إدارة مجمع دبي للمعرفة، المعروف سابقًا باسم قرية دبي للمعرفة والتي افتتحت عام 2003.

## النشأة
ولد مكتوم بن محمد في 24 نوفمبر 1983 وهو الابن الثالث للشيخ محمد بن راشد آل مكتوم نائب رئيس الدولة رئيس مجلس الوزراء حاكم دبي وأمه هي الشيخة هند بنت مكتوم بن جمعة آل مكتوم.
أتم دراسته الثانوية بمدرسة راشد الخاصة للبنين. وحصل على درجة البكالوريوس في إدارة الأعمال من الجامعة الأمريكية في دبي في عام 2006 . وقد التحق بالعديد من الدورات التدريبية في كلية دبي للإدارة الحكومية وجامعة هارفارد.

## المناصب والمسؤوليات
في 1 فبراير 2008؛ أصدر الشيخ محمد بن راشد آل مكتوم بصفته حاكماً لإمارة دبي مرسوماً بتعيين مكتوم بن محمد نائباً لحاكم دبي.
ويتولى مكتوم بن محمد منصب نائب رئيس مجلس الوزراء ومنصب وزير المالية في حكومة دولة الإمارات العربية المتحدة منذ 25 سبتمبر 2021. بالإضافة إلى منصب رئيس لجنة الميزانية العامة للاتحاد وورئيس الهيئة الاتحادية للضرائب منذ 12 أكتوبر 2021.
كما يتولى مكتوم بن محمد منصب النائب الثاني لرئيس مجلس دبي والنائب الأول لرئيس المجلس التنفيذي لإمارة دبي. وفي مايو 2021، أصدر محمد بن راشد آل مكتوم مرسوماً بتعيين مكتوم بن محمد، رئيساً لديوان صاحب السُّمو حاكم دبي.
في 2005 تم تعيين الشيخ مكتوم بن محمد نائب رئيس النادي الأهلي الإماراتي من قبل محمد بن راشد.
يتولى مكتوم بن محمد عدداً من المناصب والمسؤوليات في إمارة دبي، تشمل مجالات العمل الحكومي والاقتصادي بالإضافة إلى رئاسة عدد من الجهات والمجالس الحكومية والاقتصادية:
ويتولى سموه مناصب رئيس سلطة منطقة دبي الحرة للتكنولوجيا والإعلام في دبي منذ عام 2002، ورئيس مجلس دبي القضائي ورئيس مركز دبي المالي العالمي، ورئيس مجلس إدارة مؤسسة دبي للإعلام.
له العديد من الإسهامات الإنسانية المهمة ومن أبرزها مساهمته ضمن فعاليات حملة دبي للعطاء التي تستهدف توفير التعليم الأساسي لأكثر من مليون طفل في الدول النامية.

## حياته الخاصة
في 15 مايو 2019 تزوج الشيخ مكتوم من مريم بنت بطي بن مكتوم آل مكتوم، وهو نفس اليوم الذي تزوج فيه شقيقاه حمدان وأحمد أيضًا. في 6 يونيو 2019، احتفل مع إخوته بالزفاف الملكي معًا في مركز دبي التجاري العالمي. وله من زوجته ثلاث بنات:
- هند بنت مكتوم آل مكتوم (مواليد 24 نوفمبر 2020).[25]
- لطيفة بنت مكتوم آل مكتوم (مواليد 11 يناير 2022).[26]
- شيخة بنت مكتوم آل مكتوم (مواليد 25 يناير 2023).[27][28]
- مريم بنت مكتوم آل مكتوم (مواليد 7 يوليو 2025). [29]